# Fórmula de Interpolación de Whittaker-Shannon
La Formula de interpolación Whittaker–Shannon o interpolación «sinc» es un método para construir una banda o línea de tiempo continuo, en función de una secuencia de números reales. La fórmula tiene su origen en los trabajos de E. Borel de 1898 y E. T. Whittaker en 1915, que fueron citados por J. M. Whittaker en 1935, y en la formulación del teorema de muestreo de Nyquist–Shannon por Claude Shannon en 1949.

## Definición

Transformada de Fourier de una función de límite de banda.

Dada una secuencia de números reales, x[n], la función continua:
{\displaystyle x(t)=\sum _{n=-\infty }^{\infty }x[n]\cdot {\rm {sinc}}\left({\frac {t-nT}{T}}\right)\,}
tiene una Transformada de Fourier, X(f), cuyos valores no nulos están limitados a la región: |f| ≤ 1/2T.  cuando el parámetro T tiene unidades de segundos, la banda o linea, 1/2T, tiene unidades de ciclos/segundos (hertz). Cuando la secuencia x[n] representa muestras de tiempo, en el intervalo T, de una función continua, la cantidad fs = 1/T que se conoce como la Frecuencia de muestreo, y fs/2 es la que corresponde con la frecuencia de Harry Nyquist . Cuando la función de muestreo tiene un límite de banda, B, menor que la frecuencia de Nyquist, x(t) es una perfecta reconstrucción de la función original. (Véase Sampling theorem.) De lo contrario, los componentes de frecuencia por encima de la frecuencia de Nyquist se pliegan en la región sub-Nyquist de X (f), lo que resulta en una distorsión. (Véase Aliasing.)

## Formulación equivalente: convolución /filtro de paso bajo
La fórmula de interpolación se deriva en el artículo del teorema Nyquist–Shannon sampling theorem, que señala que también se puede expresar como la Convolución de un tren de impulsos infinitos con una Función sinc:
{\displaystyle x(t)=\left(\sum _{n=-\infty }^{\infty }x[n]\cdot \delta \left(t-nT\right)\right)*{\rm {sinc}}\left({\frac {t}{T}}\right).}
Esto es equivalente a filtrar el tren de impulsos con una («brick-wall») Filtro ideal de paso bajo

## Convergencia
La fórmula de interpolación siempre converge absoluta y uniformemente siempre que
{\displaystyle \sum _{n\in \mathbb {Z} ,\,n\neq 0}\left|{\frac {x[n]}{n}}\right|<\infty .}
Por la Desigualdad de Hölder esto se satisface si la secuencia {\displaystyle \scriptstyle (x[n])_{n\in \mathbb {Z} }} pertenece a cualquiera de los {\displaystyle \scriptstyle \ell ^{p}(\mathbb {Z} ,\mathbb {C} )} Espacios con 1 < p < ∞, es decir
{\displaystyle \sum _{n\in \mathbb {Z} }\left|x[n]\right|^{p}<\infty .}
Esta condición es suficiente, pero no necesaria. Por ejemplo, la suma generalmente va a converger si la secuencia de la muestra proviene de un muestreo de cualquier Proceso estacionario, en cuyo caso la secuencia de la muestra no es cuadrado sumable, y no está contenido en ningún espacio {\displaystyle \scriptstyle \ell ^{p}(\mathbb {Z} ,\mathbb {C} )} space.

## Procesos aleatorios estacionarios
Si x[n] es una secuencia infinita de muestras de una función por ejemplo de un Proceso estacionario en sentido amplio, entonces no es un miembro de ningún {\displaystyle \scriptstyle \ell ^{p}} o Lp espacio, con probabilidad 1; es decir, la suma infinita de muestras elevado a una potencia «p» no tiene un valor esperado finito. Sin embargo, la fórmula de interpolación converge con probabilidad 1. Convergencia que fácilmente puede demostrarse mediante el cálculo de las variaciones de los términos truncados de la suma, y que muestra que la varianza se puede hacer arbitrariamente pequeña por la elección de un número suficientemente grande de términos. Si la media del proceso es distinto de cero, entonces los pares de términos deben ser considerados también para mostrar que el valor esperado de los términos truncados converge a cero.

Dado que un proceso aleatorio no tiene una transformada de Fourier, la condición bajo la cual la suma converge a la función original también debe ser diferente. Un proceso aleatorio estacionario tiene una función de autocorrelacion y por lo tanto, una densidad espectral de acuerdo con el teorema de Wiener-Khinchin. Una condición adecuada para la convergencia de una función de proceso por ejemplo, es que la densidad espectral del proceso de ser cero en todas las frecuencias iguales a y por encima de la mitad de la frecuencia de muestreo.